# Domromeus
Domromeus is een geslacht van kreeftachtigen uit de klasse van de Ostracoda (mosselkreeftjes).

## Soorten
- Domromeus heptathrix Kornicker, 1989
- Domromeus merx Kornicker in Kornicker & Poore, 1996